# ユデルキス・バウティスタ
ユデルキス・バウティスタ（Yudelkys Bautista、1974年12月5日 - ）は、ドミニカ共和国の元女子バレーボール選手。元ドミニカ共和国代表。

## 来歴

### クラブチーム
サントドミンゴ出身。1996/97シーズン、日本の当時実業団リーグに所属していたパイオニアレッドウィングスに入団しプレーしていた。1999/00シーズンからはイタリアセリエA1のPallavolo Palermoでプレーし、リーグ7位となった。2000/01シーズンからはMirador VCでプレーし、2002/03シーズンはスペインのCVテネリフェでプレーした。2003/04シーズンはイタリアセリエA1のPolisportiva San Giorgio Sassuoloで、2004/05シーズンはModena Volleyでプレーしていた。2005/06シーズンはスペインのCiudad Las Palmas GC Canturでプレーし、スペインリーグで準優勝した。2006/07シーズンは再び日本のVリーグのパイオニアレッドウィングスでプレーする予定だったが、開幕直前の怪我によりチームを離れた。その後は他の所属クラブでプレーすることなく、現役を引退した。

### 代表チーム
1993年、ドミニカ共和国代表に初選出され、同年の北中米選手権に出場した。1997年、北中米選手権で銅メダルを獲得した。1998年、日本で開催された世界選手権に出場した。2001年、北中米選手権で銅メダルを獲得した。2002年、世界選手権に出場した。2003年、パンアメリカンゲームズで金メダルを獲得しMVPに選ばれた。同年11月のワールドカップに出場した。2004年、アテネ五輪に出場した。2006年、ワールドグランプリで8位となった。同年11月の世界選手権ではレギュラーとして活躍した。

## 球歴
- オリンピック - 2004年
- 世界選手権 - 1998年、2002年、2006年
- ワールドカップ - 2003年
- ワールドグランプリ - 2004年、2005年、2006年
- 北中米選手権 - 1993年、1997年、2001年、2003年、2005年

## 受賞歴
- 1997年 - 第28回実業団リーグ スパイク賞
- 1999年 - 第1回V1リーグ 得点王
- 2003年 - パンアメリカンゲームズ MVP
- 2005年 - パンアメリカンカップ MVP

## 所属クラブ
- パイオニアレッドウィングス（1996-1999年）
- Pallavolo Palermo（1999-2000年）
- Mirador VC（2000-2002年）
- CVテネリフェ（2002-2003年）
- Polisportiva San Giorgio Sassuolo（2003-2004年）
- Modena Volley（2004-2005年）
- Ciudad Las Palmas GC Cantur（2005-2006年）